# Akrobatikus rock and roll
Az akrobatikus rock and roll egy tánc, mely versenyrendszerét Magyarországon a Magyar Táncsport Szakszövetség (MTáSZ), nemzetközi szinten a World Rock'n'Roll Confederation (WRRC) világszervezet felügyeli. 
Az akrobatikus rock and roll a nem olimpiai sportágak közé tartozik. A Világjátékokon a legmagasabban jegyzett felnőtt páros kategóriával, a Main Class Free Style kategóriával szerepel a táncon belül. (Korábban felnőtt páros 'A' kategória, illetve Main Class névvel illetették ugyanezt a kategóriát.) Az akrobatikus rock and rollban children, serdülő, junior és felnőtt páros, illetve formációs kategóriák léteznek, szólótánc és senior kategória nincs. Formációs kategóriákon belül megkülönböztetnek lány/női illetve úgynevezett páros formációkat, melyekben vegyes férfi/nő-fiú/lány párosok szerepelnek. A lányformációkon belül Magyarországon kis- és nagyformációk is léteznek, létszámuk eltérő.

## Világbajnokok
A felnőtt női formációs világbajnokok 2007-től:
| Év   | Név             | Ország       | Videó (helyszín neve+dátum)     |
| ---- | --------------- | ------------ | ------------------------------- |
| 2007 | Ricsajok        | Magyarország | Schaffhausen, Svájc 2007.09.22. |
| 2008 | Falcon Girls    | Csehország   |                                 |
| 2009 | Kolb Dance      | Csehország   |                                 |
| 2010 | LADY            | Oroszország  |                                 |
| 2011 | Falcon Girls    | Csehország   |                                 |
| 2012 | Falcon Girls    | Csehország   |                                 |
| 2013 | Coolcats        | Oroszország  |                                 |
| 2014 | Invictus        | Magyarország | Graz, Austria 2014.10.11        |
| 2015 | Angels          | Csehország   |                                 |
| 2016 | Szupergirls     | Magyarország | Winterthur, Svájc 2016.09.24.   |
| 2017 | Charm           | Oroszország  |                                 |
| 2018 | The Szupergirls | Magyarország | Schaffhausen, Svájc 2018.09.15. |
| 2019 | The Szupergirls | Magyarország | Prága, Csehország 2019.10.05.   |
| 2021 | The Szupergirls | Magyarország | Graz, Ausztria 2021.10.09.      |

## Elemei
Az akrobatikus rock and roll nem improvizatív táncsport műfaj. Bár a rögtönzést nem tiltja szabály, rendkívül ritka, hogy a bonyolult pontszámítás és a veszélyes akrobatikák miatt színpadi improvizációval kísérletezgessenek a sportolók verseny közben, ezzel rontva esélyeiket. Egyes kategóriákban pedig előre le kell adni a bemutatandó akrobatikát és ha nem azt mutatják be, azért büntetés jár. Ezért a párosok és formációk megfelelő kategóriaszabályok alapján, előre megalkotott és legtöbbször hónapokig, de akár évekig kigyakorolt koreográfiákat mutatnak be a versenybíróknak. A versenybírók az akrobatikus rock and rollban a téglalap alakú színpadon, tánctéren előadott produkcióval szemben helyezkednek el, oldalról, hátulról nem végeznek pontozást. Párosokat és kisformációkat 'lent' a színpad, tánctér előtt; nagyformációkat valamilyen emelvényen vagy a karzaton ülve 'fentről' pontoznak.
Az akrobatikus rock and roll tánc alapelemei:
- táncos elemek: jellegzetes akrobatikus rock and roll 9 talajérintéses alaplépés (kick-ball-change-kick-kick); térdemelések; helycserék, helyváltoztatások, táncpartner vezetése; karelemek/karmunka; földről indított ugrások/ugráskombinációk; földön vagy ugrással egybekötött, hossztengely körüli forgások/forgáskombinációk; cigánykerék; spárgák; terpeszcsuka, terpeszugrás, mérlegtartás, más táncok elemeivel koreografált átkötőrészek, be- és kivezető táncrészek, egyéb látványelemek
- akrobatikák: különféle veszélyességi ('Safety') kategóriákba sorolt táncakrobatikák, melyek szabályai és bemutatási lehetőségei kategóriánként változnak. Egyes utánpótlás páros és formációs kategóriákban egyáltalán nem szerepelhet akrobatika a produkcióban, itt még kizárólag a táncon van a hangsúly. Akrobatikákat egyedül, párosban és csoportosan is be lehet mutatni, az adott kategóriaszabálynak megfelelően. Az akrobatikus rock and rollban elvben nem különböztetik meg a páros egyes tagjait, azaz a dobást/tartást és az akrobatikát a páros bármely tagja elvégezheti. A dobáshoz/tartáshoz azonban – különösen a felnőtt páros és páros formációs kategóriákban – meglehetősen erős fizikum kell, az akrobatika kivitelezéséhez pedig célszerű az alacsony termet és a kisebb testsúly, így hagyományosan a férfi/fiú a dobó/tartó fél és a nő/lány végzi az akrobatikát. Elvétve láthatók akrobatikák versenyeken, ahol hasonló testalkattal rendelkező párosban a nő dobja el a férfit.

## Kategóriák

### Páros

#### Children páros (nemzetközi elnevezése 'Children')
A páros idősebbik tagja adott naptári évben tölti be legfeljebb 10. életévét. 46 – 48 ütem/percű zenére kell táncolni. 1 percnél nem lehet rövidebb 1 perc 15 másodpercnél nem lehet hosszabb a táncsor (koreográfia). Legalább 3 alaplépésnek kell benn lennie és nem lehet benne akrobatika.

#### Serdülő páros (nemzetközi elnevezése: 'Juveniles')
A páros fiatalabb tagja naptári évben tölti be legalább 8., a páros idősebb tagja az adott naptári évben tölti be legfeljebb 14. életévét. 47 – 49 ütem/percű zenére kell táncolni. A sor 1 és fél percnél nem lehet rövidebb, de 1 perc 45 másodpercnél nem lehet hosszabb. Legalább 5 alaplépésnek kell lennie és nem lehet benne akrobatika.

#### Junior páros (nemzetközi elnevezése: 'Juniors')
A páros fiatalabb tagja naptári évben tölti be legalább 11., a páros idősebb tagja az adott naptári évben tölti be legfeljebb 17. életévét. A többi kikötés ugyan az mint a Serdülő páros kategóriában csak itt legalább 2 és legfeljebb 4 akrobatikának kell lennie.

#### Couple Dance Show
A páros fiatalabb tagja adott naptári évben tölti be legalább 13. életévét. 48 – 50 ütem/percű zenére kell táncolni. Másfél percnél nem lehet rövidebb és 1 perc 45 másodpercnél meg nem lehet hosszabb a tánc koreográfia. Legalább 4 alaplépésnek és 5 akrobatikának(ami már egy szinttel nehezebb mint a junior akrobatikák) kell a sorban lennie.

#### Felnőtt 'B' páros (nemzetközi elnevezése: 'Main Class Contact Stlye')
A páros fiatalabb tagja adott naptári évben tölti be legalább 14. életévét.

##### Akrobatika kör
48 – 50 ütem/percű zenére kell táncolni. Másfél percnél nem lehet rövidebb és 1 perc 45 másodpercnél meg nem lehet hosszabb a tánc koreográfia. Legalább 4 alaplépésnek és 6 akrobatikának(ami már egy szinttel nehezebb mint a felnőtt 'C'-s akrobatikák) kell a sorban lennie.

##### Lábtechnika kör
50 – 52 ütem/percű zenére kell táncolni. legalább 1 perc és legfeljebb 1 perc 15 másodpercig. Minimum 5 alaplépésnek kell lennie a sorban.

#### Felnőtt 'A' páros (nemzetközi elnevezése: 'Main Class Free Style)
A páros fiatalabb tagja adott naptári évben tölti be legalább 14. életévét.

##### Akrobatika kör
48 – 50 ütem/percű zenére kell táncolni. Másfél percnél nem lehet rövidebb és 1 perc 45 másodpercnél meg nem lehet hosszabb a tánc koreográfia. Legalább 4 alaplépésnek és 6 akrobatikának(ami már egy szinttel nehezebb mint a felnőtt 'B'-s akrobatikák) kell a sorban lennie.

##### Lábtechnika kör
50 – 52 ütem/percű zenére kell táncolni. legalább 1 perc és legfeljebb 1 perc 15 másodpercig. Minimum 5 alaplépésnek kell lennie a sorban.

### Páros formáció
Itt egyszerre több páros táncol.

#### Junior páros formáció (nemzetközi elnevezés: 'Formations Juniors')
A formáció tagjai adott naptári évben töltik be legalább 11., legfeljebb 17. életévüket. (lehetséges opció 2 idősebb táncos felvétele a csapatba: az ő életkoruk legfeljebb 19 év lehet az adott naptári évben) Legalább 10 alaplépést kell bemutatni. 48-52 ütem/percű zenére kell táncolni. A produkció legalább 2 perc 15 másodperc legfeljebb 2 perc 30 másodperc terjedelmű lehet. Minimum 4 maximum 6 pár lehet egy formációban. 2019-től 4 akrobatika szerepelhet a produkciókban.2022.tavaszán Európa bajnokok lettek a Magyarok ebben a kategóriában.

#### Felnőtt páros formáció (nemzetközi elnevezés: 'Formations Main Class')
A formáció tagjai adott naptári évben töltik be legalább 15. életévüket. Legalább 10 alaplépést kell bemutatni. 48-52 ütem/percű zenére kell táncolni. A produkció legalább 2 perc 45 másodperc legfeljebb 3 perc terjedelmű lehet. Minimum 4 maximum 6 pár lehet egy formációban és maximum 8 akrobatika lehet bemutatni.Első Magyar felnőtt páros formáció a Rock And Magic-ban jött létre 2022-ben.

### Lányformációk
Itt egyszerre több nő/lány táncol, kisebb-nagyobb csoportban. A hangsúly a táncon, a szinkronitáson és a show-n van, a legkomolyabb akrobatikákat felnőtt nemzeti kis- és nagyformációkban mutatják be. 

## Egyesületek Magyarországon
- DancEarth TSE[2]
- Tornádó Hungary TSE
- Mustang SE
- Holiday SE
- Rock And Magic SE
- Pink Panthers TSE
- Fortuna TSE
- Acro Dance SE
- Kid SE
- Dinamik Ajka
- Kenguru TSE